# Ouratea candollei
Ouratea candollei är en tvåhjärtbladig växtart som först beskrevs av Jules Émile Planchon, och fick sitt nu gällande namn av Van Tiegh.. Ouratea candollei ingår i släktet Ouratea och familjen Ochnaceae. Inga underarter finns listade i Catalogue of Life.